# Hammerwerk (Gemeinde Ottenschlag)
Hammerwerk ist eine Rotte in der Marktgemeinde Ottenschlag im Bezirk Zwettl in Niederösterreich.
Durch den Ort führt die Straße von Armschlag nach Endlas und weiter nach Neuhof, unmittelbar angrenzend in nordöstliche Richtung nach der Brücke über die Große Krems schließt sich Armschlag mit der Furtmühle an.

## Geschichte
Im Eintrag der Josephinischen Fassion aus Jahre 1786/87 gab es in der heutigen Ortslage 1 Haus, das die Hausnummer Reith 6 hatte.
Im Ort entstand in den 1980er Jahren eine Landmaschinen- und Kfz-Werkstatt, das Hammerwerk wurde hier bis in die 1980er Jahre betrieben. Die Ortslage selbst war ein Teil vom südwestlich gelegenen Reith, erst seit 1998 ist sie offiziell als Rotte ein Teil der Marktgemeinde Ottenschlag.